# Furlong
Furlong är ett äldre längdmått som fortfarande är i visst bruk i Storbritannien, Irland och USA – i Storbritannien främst inom hästkapplöpningar samt i järnvägssammanhang, trots övergång till Internationella måttenhetssystemet. 
1 furlong = 10 chain = 220 yard = 660 fot = 7 920 tum = 201,168 meter. 
1 engelsk mil = 8 furlong = 80 chain = 320 rod = 8 000 link. 
Ursprungligen var en furlong längden av en plogfåra (gamm. eng: furh) på en åker. Ytmåttet engelska tunnland (acre) beskrevs som en rektangel med längden 1 furlong och bredden 1 chain (22 yards). 